# Rypellia malaisei
Rypellia malaisei är en tvåvingeart som först beskrevs av Fritz Isidore van Emden 1965. Rypellia malaisei ingår i släktet Rypellia och familjen husflugor.
Artens utbredningsområde är Myanmar. Inga underarter finns listade i Catalogue of Life.